# Schwarzenfeld
Schwarzenfeld je německá obec s tržním právem (Markt) v zemském okrese Schwandorf ve vládním obvodu Horní Falc spolkové země Bavorsko.

## Poloha
Schwarzenfeld se nachází v regionu Horní Falc Sever na soutoku řek Náby a Švarcavy na severním okraji Hornofalcké jezerní pánve. Nejvýše se tyčí hora Miesberg s kostelem Nejsvětější Trojice (základní kámen kaple položen v roce 1691, v roce 1721 byla kaple rozšířena na kostel a v roce 1888 byla dobudována věž) a klášterem pasionistů (založen 1934-1935). Kolem areálu na Miesbergu vede křížová cesta (otevřená v roce 1951), na níž se nachází také kaple sv. Barbory s vyhlídkou. Mezi Miesbergem a Traunrichter Berg leží průlom Náby se zámeckým parkem na ostrově Naabinsel, naproti ústí řeky Schwarzach.
Obec protíná od severu k jihu dálnice A93.

### Sousední obce
Schwarzenfeld sousedí s následujícími obcemi: od severu Stulln, Schwarzach bei Nabburg, Neunburg vorm Wald, Wackersdorf, Schwandorf, Fensterbach a Schmidgaden.
| Růžice kompasu | Schmidgaden | Stulln        | Schwarzach bei Nabburg | Růžice kompasu |
| Růžice kompasu | Fensterbach | Sever         | Neunburg vorm Wald     | Růžice kompasu |
| Růžice kompasu | Fensterbach | Schwarzenfeld | Neunburg vorm Wald     | Růžice kompasu |
| Růžice kompasu | Fensterbach | Jih           | Neunburg vorm Wald     | Růžice kompasu |
| Růžice kompasu | Schwandorf  | Schwandorf    | Wackersdorf            | Růžice kompasu |

## Historie
První zmínka o Schwarzenfeldu jako o "Suarzinveltu" pochází ze 17. dubna 1015 z darovací listiny císaře Jindřicha II. bamberské diecézi. V letech 1140 až 1160 se místo nazývalo "Swarcenvelt", v roce 1288 "Suercenvelth", v roce 1307 "Swartzenvelt", v roce 1326 "Swaertzenuelt", v roce 1350 poprvé "Schwarzenfeld", v letech 1366-1368 "Swertzenuelt", v roce 1398 "Swärtzenuelt" a nakonec v roce 1510 stále platném zápisu názvu místa.